# Oost-Zeeuws-Vlaanderen
Met Oost-Zeeuws-Vlaanderen wordt tegenwoordig het deel van Zeeuws-Vlaanderen ten oosten van de Braakman bedoeld. Het omvat de gemeente Hulst en het grootste deel van de gemeente Terneuzen.

## Geschiedenis
Oost-Zeeuws-Vlaanderen maakte vroeger deel uit van het rechtsgebied van de Vier Ambachten. Het gebied kwam in de 10e eeuw boven water te liggen, en vanaf 1018 behoorde het tot Vlaanderen en vormde daarvan een bestuurlijke eenheid. Het ontstaan van de Braakman in de 14e en de 15e eeuw maakte dat de omgeving van Biervliet geografisch van de rest van Oost-Zeeuws-Vlaanderen afgesneden raakte en bij West-Zeeuws-Vlaanderen ging behoren. Door de bestuurlijke herindelingen hoort dit dorp nu weer bij de Oost-Zeeuws-Vlaamse gemeente Terneuzen.
Nadat omstreeks 1604 Prins Maurits een deel van dit gebied op de Zuidelijke Nederlanden had veroverd, liep de frontlijn dwars door het gebied van de Vier Ambachten. In 1633 werd Philippine veroverd en in 1645 Sas van Gent en het Land van Hulst.  Gevolg van de late verovering van het zuiden en het oosten van Oost-Zeeuws-Vlaanderen was dat de Katholieke Reformatie daar volop de ruimte kreeg, met als gevolg dat Oost-Zeeuws-Vlaanderen nog steeds in een overwegend protestants gebied (het noorden van het Land van Axel) en een overwegend katholiek gebied (het zuiden van het Land van Axel en het gehele Land van Hulst) is verdeeld.
Na de veroveringen behoorde Oost-Zeeuws-Vlaanderen tot het generaliteitsland Staats-Vlaanderen, dat vanuit Den Haag werd bestuurd. In 1795 werd Staats-Vlaanderen ingelijfd bij Frankrijk. Na 1814 behoorde het enkele maanden tot Brabant en daarna tot Zeeland. Het gebied kreeg toen pas de naam Zeeuwsch-Vlaanderen.

## Kenmerken van het gebied
Oost-Zeeuws-Vlaanderen bestaat voornamelijk uit polders en kreken. In het westen vindt men veel industrie, vooral langs het Kanaal Gent-Terneuzen, de kanaalzone genaamd. Grote zeeschepen kunnen, dankzij de sluizen bij Terneuzen, doorvaren tot aan de haven van Gent. Daarnaast is de fabriek van Dow Chemical aan de Westerschelde ten westen van Terneuzen een belangrijke werkgever. Veel van de vroegere kreken zijn verdwenen, omdat ze werden opgevuld met de grond en klei, die vrijkwam toen het Kanaal Gent-Terneuzen verbreed moest worden. 
Het Land van Axel is overwegend calvinistisch. Hier hebben zich in het verleden veel mensen uit overig Zeeland gevestigd. Vooral Zaamslag is lange tijd vrijwel geheel protestants geweest. Het Land van Hulst is daarentegen overwegend katholiek. Tussen deze twee gebieden lag vroeger een waterloop, het Hellegat, zodat we de Zeeuwse en de Vlaamse landschappelijke kenmerken op enkele honderden meters van elkaar kunnen vinden, wat de afstand is tussen Zaamslagveer en Stoppeldijkveer. Er is daarnaast nog altijd de fortendijk. Daar hadden de Spanjaarden een reeks van forten, te beginnen met Philippine naar het oosten, een heel gebied dat nog altijd in het landschap te vinden is. 
Het toerisme is in Oost-Zeeuws-Vlaanderen minder ontwikkeld dan in het westelijk deel. Er zijn namelijk geen zandstranden en geen duinen. Wel is er polderland met een aantal kreken en natuurgebieden, waaronder het Groot Eiland. Internationaal bekend is het schorrengebied van het Verdronken Land van Saeftinghe, waar tevens de Antwerpse industrie zeer nabij is. Van de historische plaatsen is Hulst het best bewaard gebleven, met onder andere een nog grotendeels intacte stadsomwalling.
Hoewel het gebied voor het grootste deel uit polderland bestaat, is in het uiterste zuiden, in de buurt van Clinge, een bosgebiedje op pleistocene grond te vinden. In Nieuw-Namen is er een zandgroeve die dateert uit het pleistoceen. In Nieuw-Namen dagzoomt er een afzetting uit het eoceen, wat voor deze streken zeer bijzonder is.

## Bereikbaarheid
Omdat Zeeuws-Vlaanderen door de Westerschelde van de rest van Nederland wordt gescheiden, maken vele bewoners dan ook gebruik van voorzieningen in de aangrenzende Belgische provincies, wat de Belgische invloed hier versterkt. Voor Oost-Zeeuws-Vlaanderen gaat het vooral om voorzieningen in de Oost-Vlaamse steden Gent en Sint-Niklaas en de Brabantse stad Antwerpen.
Vroeger exploiteerde de Provinciale Stoombootdiensten in Zeeland vanuit Oost-Zeeuws-Vlaanderen twee veerdiensten over de Westerschelde naar Zuid-Beveland, namelijk de dienst Terneuzen-Hoedekenskerke, die is opgeheven in 1960, en de veerdienst Kruiningen-Perkpolder, die is opgeheven in 2003. Hier voor in de plaats is de Westerscheldetunnel gekomen, die ten westen van Terneuzen begint en bij Borssele uitkomt. Deze toltunnel is enkel voor auto's bedoeld. Met name de bewoners zonder auto in het Land van Hulst zijn hier ernstig door gedupeerd, daar deze een grote omweg moeten maken om in het vroeger via Perkpolder goed bereikbare Zuid-Beveland te komen. Dit geldt vooral treinreizigers, die voorheen gebruik maakten van het station Kruiningen-Yerseke en nu naar Goes moeten, en voor fietsers. Voor de laatste groep is het vrijwel onmogelijk om Zuid-Beveland te bereiken anders dan via de veerdienst Breskens-Vlissingen, omdat er nauwelijks fietsen mee kunnen met de bus door de Westerscheldetunnel en er alleen 's zomers een zeer beperkte fietsveerdienst is tussen Hansweert en Perkpolder. 